# Arnaud Lyon-Caen
Pour les autres membres de la famille, voir Famille Lyon-Caen.
Pour les articles homonymes, voir Lyon (homonymie) et Caen (homonymie).
Arnaud Lyon-Caen, né le 7 juin 1930 dans le 16e arrondissement de Paris et mort le 3 janvier 2011 aux Maldives, est un avocat français, doyen de l’ordre des avocats au Conseil d'État et à la Cour de cassation.

## Biographie

### Formation et carrière
Arnaud Lyon-Caen est issu d'une grande famille de juristes. Il est le petit-fils de Léon Lyon-Caen (1877-1967), premier président honoraire de la Cour de cassation, et fils de François Lyon-Caen (1905-1944), lui-même avocat au Conseil d’État et à la Cour de cassation, mort en déportation à Auschwitz.
Pendant la période de l'Occupation, le jeune Arnaud, âgé de 10 ans, porte l'étoile jaune. Son père François est arrêté et assassiné à Auschwitz.
Il est pendant sept ans avocat à la cour à Paris, après quoi il ouvre son cabinet en 1957.
Il était avocat au Conseil d'État et à la Cour de cassation depuis 1957. Il a été reçu au Conseil d’État par René Cassin, vice-président et prix Nobel de la paix en 1968 pour son action en faveur des Droits de l’Homme.

### Exemple de procès
Il est notamment l'avocat devant la Cour de cassation du militant d'extrême gauche ayant glissé dans le grand banditisme, Pierre Goldman. Celui-ci avait rédigé en prison ses Souvenirs obscurs d'un juif polonais né en France, qui obtinrent un succès critique et populaire (plus de 60 000 exemplaires vendus). Arnaud Lyon-Caen en fait même distribuer un exemplaire à chaque membre de la Cour avant son procès en révision,.
Engagé à gauche, il a défendu la CGT et le droit à la retraite des soldats des ex-colonies. Il a aussi représenté les victimes des nazis et du régime de Vichy après les pourvois en cassation de Paul Touvier, Klaus Barbie et Maurice Papon, ainsi que les victimes du scandale de l'amiante.

### Décès
Arnaud Lyon-Caen décède en 2011, aux Maldives, d'un œdème pulmonaire foudroyant.

## Décoration
- Officier de la Légion d'honneur